# Dolichognatha
Dolichognatha is een geslacht van spinnen uit de familie van de Tetragnathidae (Strekspinnen).

## Soorten
- Dolichognatha aethiopica Tullgren, 1910
- Dolichognatha albida (Simon, 1895)
- Dolichognatha baforti (Legendre, 1967)
- Dolichognatha cygnea (Simon, 1893)
- Dolichognatha deelemanae Smith, 2008
- Dolichognatha ducke Lise, 1993
- Dolichognatha erwini Brescovit & Cunha, 2001
- Dolichognatha incanescens (Simon, 1895)
- Dolichognatha kampa Brescovit & Cunha, 2001
- Dolichognatha kratochvili (Lessert, 1938)
- Dolichognatha lodiculafaciens (Hingston, 1932)
- Dolichognatha longiceps (Thorell, 1895)
- Dolichognatha mandibularis (Thorell, 1894)
- Dolichognatha mapia Brescovit & Cunha, 2001
- Dolichognatha maturaca Lise, 1993
- Dolichognatha minuscula (Mello-Leitão, 1940)
- Dolichognatha nietneri O. P.-Cambridge, 1869
- Dolichognatha pentagona (Hentz, 1850)
- Dolichognatha petiti (Simon, 1884)
- Dolichognatha pinheiral Brescovit & Cunha, 2001
- Dolichognatha proserpina (Mello-Leitão, 1943)
- Dolichognatha quadrituberculata (Keyserling, 1883)
- Dolichognatha raveni Smith, 2008
- Dolichognatha richardi (Marples, 1955)
- Dolichognatha spinosa (Petrunkevitch, 1939)
- Dolichognatha tigrina Simon, 1893
- Dolichognatha umbrophila Tanikawa, 1991